# 林秉樞施暴案
林秉樞施暴案是第十届中華民國立法委員高嘉瑜遭到其男友林秉樞家暴的案件，案件在台灣政壇引起軒然大波，並引发之後的一系列事件。

## 案情
2021年11月10日高嘉瑜受暴前一日在新聞大白話的節目直播上，收到三則詭異的贊助留言。
2021年11月11日，高與林二人入住馥都飯店。高前往藥局為林秉樞拿藥。林覺得藥物的使用細節不夠明確，因此即便高加以說明，仍將高的包包內物品丟棄於飯店走廊，並要高自己撿拾，且喝斥意圖協助的飯店服務人員。事後，高於晚間十點起至隔日早晨在馥都飯店被林秉樞毆打。12日至13日高被監禁於馥都飯店。高在案件披露後的記者會表示林曾向飯店索取冰敷袋。事後律師亦表示，於12日時林向被毆的高要求立下不實描述的書狀，且由林引導錄下自白影片。12日高的前男友馬文鈺接獲高用手機撥打的求救電話。11月14日，高前往台大醫院驗傷。高事後表示連醫生都說沒有看過這麼嚴重的家暴。17日高在新聞面對面節目上異常配戴過大口罩，與其他來賓成明顯對比。	
11月24日，林以「殺死你」威脅被毆的高出現在林秉樞母親之告別式。雖然也放高到立法院簽到，但實為全程監控。有多名民進黨籍立法委員出席林秉樞母親之告別式，其中包括羅致政、郭國文、范雲、管碧玲、賴品妤、江永昌和邱泰源。此外，亦還有雙北市的同黨籍議員。馬文鈺在告別式會場發出九張函件，欲傳達高的處境之危。該九張函件據報均由禮儀人員收走後轉交林。《鏡週刊》於台北市立第二殯儀館景仰樓拍攝到高參加告別式的影片。林由於賴清德副總統不會依其預期到場，告別式現場再次以暴力對待高，拉扯其頭髮並要求在其母靈前跪下。	
11月25日，林向前立委、民進黨新潮流系大老段宜康以LINE表示被《鏡週刊》跟上，請求協助打探消息。林在對話中稱段為「老大」。段獲《鏡週刊》回覆說雖不便透露詳情，但事情不僅是男女情愛，還涉及暴力和限制人身自由，請勿在查證過程中打草驚蛇，而且會給林回應機會。段便轉知林《鏡週刊》尚在查證中。26日，總統府國策顧問、PChome集團董事長詹宏志向《鏡週刊》施壓。29日林再次向段請求打探《鏡週刊》將出刊的內容。段回復林表示無所知悉，但週刊會給機會回應。
11月30日PTT出現文章「因為小馬鬧靈堂，高嘉瑜才被林秉樞痛毆」並夾帶馬文鈺當初發的函件。馬文鈺公開描述細節，反駁鬧場之說。《鏡週刊》紙本出刊，其中以高嘉瑜的受傷照片揭露林施暴現任立委的新聞。12月1日凌晨4時，林秉樞遭到臺灣新北地方檢察署拘提到案，高與律師於立法院門口開記者會證實受林施暴。12月1日晚間林秉樞遭檢方聲請羈押，案件移至新北地檢署隔壁的新北地方法院召開羈押庭，新北地檢署訊後認定林秉樞涉犯猥褻影像、傷害、私行拘禁、強制、恐嚇、妨害秘密、妨害電腦使用罪，且有逃亡、滅證、變造證據或勾串共犯、證人之虞，新北地院裁定收押禁見2個月。在移送羈押庭途中，林多次向媒體放話，引發爭議，法務部長蔡清祥表示，已要求高檢署立即查明事實真相。
林秉樞在12月9日通過其律師發表道歉聲明，稱其「願意跪地道歉」、「躁症病發，無法克制自己」、「配不上高委員」、「請大家把焦點回到公共議題，不要浪費在廢人身上」。由於林秉樞雖遭羈押禁見卻仍能對外發出道歉聲明，法務部於12月10日要求高等檢察署調查其律師，確認是否有構成移付律師懲戒委員會事由。
2022年3月25日，政治大學寄發林秉樞退學通知書。

### 訴訟程序

#### 偵查
2022年1月25日新北地檢署經二度提訊偵結，起訴妨害風化、妨害祕密、私行拘禁、強制、妨害名譽、妨害電腦使用、傷害、恐嚇。高指出林透過「備份豆腐」隨身碟轉存到2張記憶卡，經檢警查出，從林的雲端硬碟及手機還原的親密照，資料檔案數超過1.2萬多筆，幾乎都是近3年所攝，被害人至少有13人。
2023年4月10日，新北地檢署另追出林秉樞於民國109年涉打前女友（非高女）耳光、逼下跪並脫光衣物道歉等，再以強制等罪嫌起訴林秉樞。

#### 一審
2022年1月27日上午9點全案移送新北地方法院審理。審判長謝梨敏、陪席法官黃秀敏、受命法官謝茵絜組成合議庭審理，裁定再羈押禁見3個月。林秉樞委任律師黃國城因在林羈押禁見期間，替他發表道歉聲明，遭新北地檢署調查後移付律師懲戒委員會懲戒。
2月15日，高嘉瑜針對網傳不雅照報案，照片疑似影射民進黨立委高嘉瑜，刑事局將朝涉加重誹謗和散播猥褻物罪嫌偵辦。
3月28日，新北地方法院召開準備庭，為保護被害人隱私裁定不公開審理。4月25日，散播猥褻物罪應認其罪嫌不足，新北地檢署偵結不起訴。4月27日法院裁定延長羈押2月，又於6月27日起再延長羈押2月。
7月1日新北地院開庭審理，審理過程不公開。高嘉瑜受訪表示，被告律師刻意羞辱她，企圖拖延訴訟。7月15日，林秉樞80萬交保成功停止羈押，限制居住在台中市和限制出境。
2022年9月30日，一審依傷害、偽造文書等13罪判刑2年10月，其中傷害罪8月不得易科罰金。

#### 二審
2023年7月13日，台灣高等法院合議庭判決，上訴駁回，仍可上訴。
同年9月末，高等法院二審判刑林秉樞2年10月有期徒刑，林高二人二審均未上訴，全案定讞。。
2023年10月6日，林秉樞入獄執行2年2個月再加17天。
2025年2月21日，保外就醫。

## 各方反應
2021年12月1日，前民進黨立委謝欣霓批評林秉樞要「好好接受法律嚴厲的制裁」。
12月2日時代力量立法院黨團幹事長王婉諭表示，看到高嘉瑜在媒體前揭露自己在親密關係中遭到暴力對待的遭遇，令人感十分不捨，事後看到網路上許多不友善的言論，更令人感到遺憾。她認為，近年來不僅親密關係案件的通報數微幅上升，隨著現代親密關係的互動模式有所不同，親密關係暴力的樣態其實也有所轉變，制定「侵害性私密影像防制條例」專法有其必要性與迫切性，時代力量黨團正在研擬專法，務必讓所有身受數位性暴力行為威脅的被害人，有更周全的保護。
12月5日台灣基進黨主席陳奕齊指應藉由此次事件更清楚了解有關家暴的立法和受害者的保護。
12月11日臺北市市長、台灣民眾黨主席柯文哲要求行政院長蘇貞昌徹查網軍，柯稱林被收押就是怕林亂講話，幕後高層也不敢查清林帳戶資金流向  。

## 相關事件

### 涉及前科
事發後媒體曝光林秉樞曾多次涉及家暴案。2015年因其向父母要錢被拒絕，對母親施加家庭暴力，新北地院裁准保護令，限制林應搬離父母位於新北市板橋的住處，且須離父母的住居所至少100公尺遠，期限2年。另2020年8月林對徐姓前女友施暴而被新北地檢署起訴，遭法院判刑拘役40天。15日民進黨立委賴惠員質詢林秉樞接種疫苗身分，涉嫌使用特權打疫苗。衛生福利部長陳時中表示，會請法務單位嚴查。

### 維基百科修改
2021年12月2日晚間，一名未登入用戶參與修改本條目，IP位址（117.56.178.41）來自交通部公路總局。事發後，國發會澄清，其電腦並無登入維基百科。公路總局在12月6日調查發現，為臺北市區監理所契約服務員（臨時人員）所為。

### 偽造文書
5日，CTWANT獨家曝光林的提款單據，疑似身懷鉅款，其帳戶餘額於2020年卻高達2300萬。不久後，鏡週刊轉述林的密友說詞，表示該單據的照片變造過。對此金錢流動存疑，國民黨籍的台北市議員徐巧芯、羅智強、游淑慧聯合向台北地檢署告發違反洗錢防制法、刑法僭行公務員職權罪、偽造私文書罪與恐嚇罪。2022年1月25日，檢警經查，因林秉樞偽造匯款單據上剩餘存款部份，檢方依偽造文書起訴，其餘則是罪證不足不起訴處分。

### 推進修法
2日時代力量立法院黨團幹事長王婉諭舉行「性別暴力零容忍，一起做被害人的後盾」記者會。她提到根據衛福部公布最新調查報告，每5名婦女就有1人曾遭受親密伴侶的暴力；此外，現行法規針對數位性暴力防制，仍存在重大缺漏，因此有鑑於《侵害性私密影像防制條例》專法的必要性與迫切性，時代力量黨團正在研擬專法，務必讓所有身受數位性暴力行為威脅的被害人，有更周全的保護。13日民進黨立委高嘉瑜在立法院招開「性別暴力零容忍！誰做被害人後盾？」記者會，針對性隱私權保護漏洞，推進性侵害犯罪防治法部份條文修正草案。